# Talimbaru
Talimbaru is een bestuurslaag in het regentschap Karo van de provincie Noord-Sumatra, Indonesië. Talimbaru telt 967 inwoners (volkstelling 2010).